# Józef Warzeszak
Józef Warzeszak (ur. 5 lutego 1951 w Lipnicy Małej) – polski duchowny katolicki, teolog, prof. dr hab.
Święcenia kapłańskie przyjął 15 czerwca 1975. Specjalizuje się w teologii dogmatycznej i teologii moralnej. Pełni funkcję kierownika Katedry Historii Dogmatów Uniwersytetu Kardynała Stefana Wyszyńskiego w Warszawie.
W 2023 otrzymał Medal Komisji Edukacji Narodowej.

## Ważniejsze publikacje
- U podstaw gorliwości kapłańskiej : w nauczaniu Jana Pawła II (1992),
- Działanie Ducha Świętego w świecie i w Kościele według średniowiecznej szkoły franciszkańskiej (1992),
- Błogosławiona Maria Angela Truszkowska patronka chorych : rozważania i modlitwy (1994),
- Szczęśliwe Bogiem (1994),
- Ks. Antoni Słomkowski 1900-1982 : rektor i odnowiciel KUL, teolog - rekolekcjonista, człowiek sumienia (1998),
- Misterium Kościoła (2004),
- Człowiek w obliczu Boga i pośród stworzenia (2005),
- Tajemnica Eucharystii (2005),
- Bóg jedyny w trójcy osób (2006),
- Trwajcie mocno w powołaniu (2007),
- Pneumatologia współczesna (2008),